# Петър Бурлак-Вълканов
Петър Бурлак-Вълканов е български поет от Бесарабия. Първият, който там започва да пише на книжовен български език, поради което е наричан основоположник и „патриарх“ на българската бесарабска литература.
Превеждан е на руски и молдавски език. Член на Съюза на писателите на СССР, на Съюза на писателите на Молдова, на Съюза на българските писатели. През 2003 г. с Указ на президента на България е награден с орден „Мадарски конник“ втора степен „за неговата литературна и просветителска дейност и за особено големия му принос за популяризирането на българската култура в Молдова и Украйна“.

## Биография
Той е роден на 18 януари 1939 г. в село Бабата, Одеска област. Завършва висше образование в Педагогическия институт в Тираспол, Молдова. Отначало работи като учител, а по-късно двадесет години в административния апарат на Съюза на писателите на Молдова. Умира на 3 октомври 2005 г.

## Стихосбирки
Петър Бурлак-Вълканов е автор на стихосбирките: „Моя южна равнина“ (1967, ІІ изд. 1992), „Вярност“ (1973), „Далечни извори“ (1976), „Монолог на земята“ (1977), „Равноденствие“ (1982), „Години“ (1989), „Земя на моите деди“ (1990), „Такъв съм млад“ (2004), „Стара планина“ (2004), „Корени“ (2017). Публикува пътеписа „По братской Болгарии“ (1974), сборника с разкази „Пътуване към май“ (1981).